# Teodoro II di Alessandria (patriarca greco-ortodosso)
Teodoro II (in greco Θεόδωρος Β΄?, traslitterato Theodōros B, al secolo Νικόλαος Χορευτάκης, traslitterato Nikolaos Choreutakīs; La Canea, 25 novembre 1954) è un arcivescovo ortodosso greco, dal 2004 patriarca greco-ortodosso di Alessandria.
Nativo della Canea, è stato ordinato presbitero nel 1975 e vescovo nel 1990. È stato eletto patriarca greco-ortodosso di Alessandria d'Egitto il 9 ottobre 2004, successore di Pietro VII, e il 24 ottobre successivo è stato solennemente intronizzato nella cattedrale dell'Annunciazione.
Il 22 gennaio 2023, riceve dall'Accademia Bonifaciana di Anagni, su proposta del rettore Sante De Angelis, il "Premio Internazionale Bonifacio VIII per una cultura della pace" (XXI edizione), alla presenza - tra gli altri - del presidente del Comitato Scientifico della stessa istituzione, mons. Enrico dal Covolo, del vescovo di Anagni-Alatri mons. Ambrogio Spreafico e del metropolita Gennadios Stantios.

## Fonti
- (EL, EN)  Nota biografica dal sito ufficiale del Patriarcato greco-ortodosso di Alessandria.